# La Matilla (Salamanca)
La Matilla es una entidad de población española del municipio de Beleña, perteneciente a la provincia de Salamanca, en la comunidad autónoma de Castilla y León.

## Historia
Hacia mediados del siglo XIX, el lugar, una alquería ya por entonces perteneciente a Beleña, tenía contabilizada una población de seis habitantes. Aparece descrito en el undécimo volumen del Diccionario geográfico-estadístico-histórico de España y sus posesiones de Ultramar de Pascual Madoz con las siguientes palabras:

MATASECA (la): alq. en la prov. de Salamanca, part. jud. de Alba de Tormes, térm. jurisd. de Beleña. pobl.: 1 vec., 6 almas.
(Madoz, 1848, p. 311)

En 2023, la entidad singular de población tenía empadronados cuatro habitantes.